# Sankta Clara kapellruin

Sankta Clara kapellruin är belägen på Torkö i Ronneby kommun. Klostret anlades på 1460-talet av Ture Turesson (Bielke) och hörde till franciskanorden. Ännu år 1524 omtalas klostret. När reformationen nådde norden avskaffades klostren, så även klostret på Torkö. Endast en liten mur finns kvar av det gamla 1400-talsklostret. Klostret var helgat åt helgonet Klara av Assisi.

## Historia
1467 hittade man på Torkö en alabasterfigur, en marmorliknande sten som munkarna tyckte liknade Sankta Clara, franciskanernas kvinnliga helgon. Detta fynd gjorde Torkö till en mycket helig plats och man ansökte då att få bygga ett kloster på ön, vilket påven beviljade.
1489 då Ture Turesson (Bielke) var nära sin död testamenterade han hela Torkö till franciskanorden.
Klostret var färdigt 1497 och byggt av trä med murade gavlar. Kung Hans skänkte ön Helgeö strax norr om Torkö till klostret, mot att de levererade en tunna saltad torsk om året till Sölvesborgs slott.